# Vilém Kinský
Vilém Kinský z Vchynic a Tetova, německy Graf Wilhelm Kinsky von Wchinitz und Tettau (1574 – 25. února 1634 Cheb) byl český šlechtic, dvořan, politik a diplomat. Pocházel z rodu Vchynských a jako první začal užívat jméno Kinský. Zastával úřad nejvyššího lovčího Českého království (1611–1619 a 1621–1628), mezitím byl účastníkem stavovského odboje (1618–1620). I když po Bílé hoře setrval u protestantské víry a žil mimo Čechy, jako významný věřitel císaře Ferdinanda II. udržel majetek v Čechách a v roce 1628 byl povýšen na hraběte. Jeho vliv vzrostl poté, co se stal příbuzným Albrechta z Valdštejna. Jako diplomat evropského formátu patřil k předním strůjcům Valdštejnova spiknutí proti císaři. Spolu s Valdštejnem byl zavražděn v Chebu v únoru 1634. Jeho rozsáhlý majetek v severních Čechách (Teplice, Rumburk, Benešov nad Ploučnicí) byl zkonfiskován.

## Život
Pocházel z českého šlechtického rodu Vchynských, narodil se jako čtvrtý syn karlštejnského purkrabího Jana staršího Vchynského († 1590) a jeho manželky Anny Pouzarové z Michnic.
Mládí strávil ve Francii, kde se mu dostalo pečlivého vzdělání a navázal zde také četné prospěšné kontakty. Po návratu do Čech se oženil s Alžbětou Magdalenou Trčkovou z Lípy († 1638), dcerou Jana Rudolfa Trčky, jednoho z největších pozemkových vlastníků v Českém království. Z jeho dalšího života jsou dochovány jen útržkovité zmínky, doložena je například účast na pohřbu Petra Voka z Rožmberka. Politicky vystoupil Vilém aktivně poprvé v roce 1611, kdy během pasovského vpádu se svými vojáky ve Velvarech zajal pasovského kancléře Tengnagela. Za odměnu získal úřad nejvyššího lovčího, který zastával do roku 1619.
Jako protestant se spolu s bratry připojil ke stavovskému povstání a byl zvolen členem třicetičlenného direktoria. Politicky nevystupoval nijak aktivně, spíše si hleděl svých hospodářských zájmů. Proto byl již v červnu 1618 v direktoriu nahrazen svým bratrem Radslavem. Po porážce stavovského povstání prokázal před císařem svou diskutabilní nevinu, zůstal mu zachován majetek a v roce 1621 byl znovu jmenován nejvyšším lovčím Českého království. Pobýval však především v Sasku, kde s využitím výnosů svých statků vedl nákladný společenský život. Nechal postavit palác v Drážďanech se stájemi pro 50 koní a o chod jeho dvora se staralo 150 osob služebnictva. Kromě toho vlastnil také dům v Pirně.

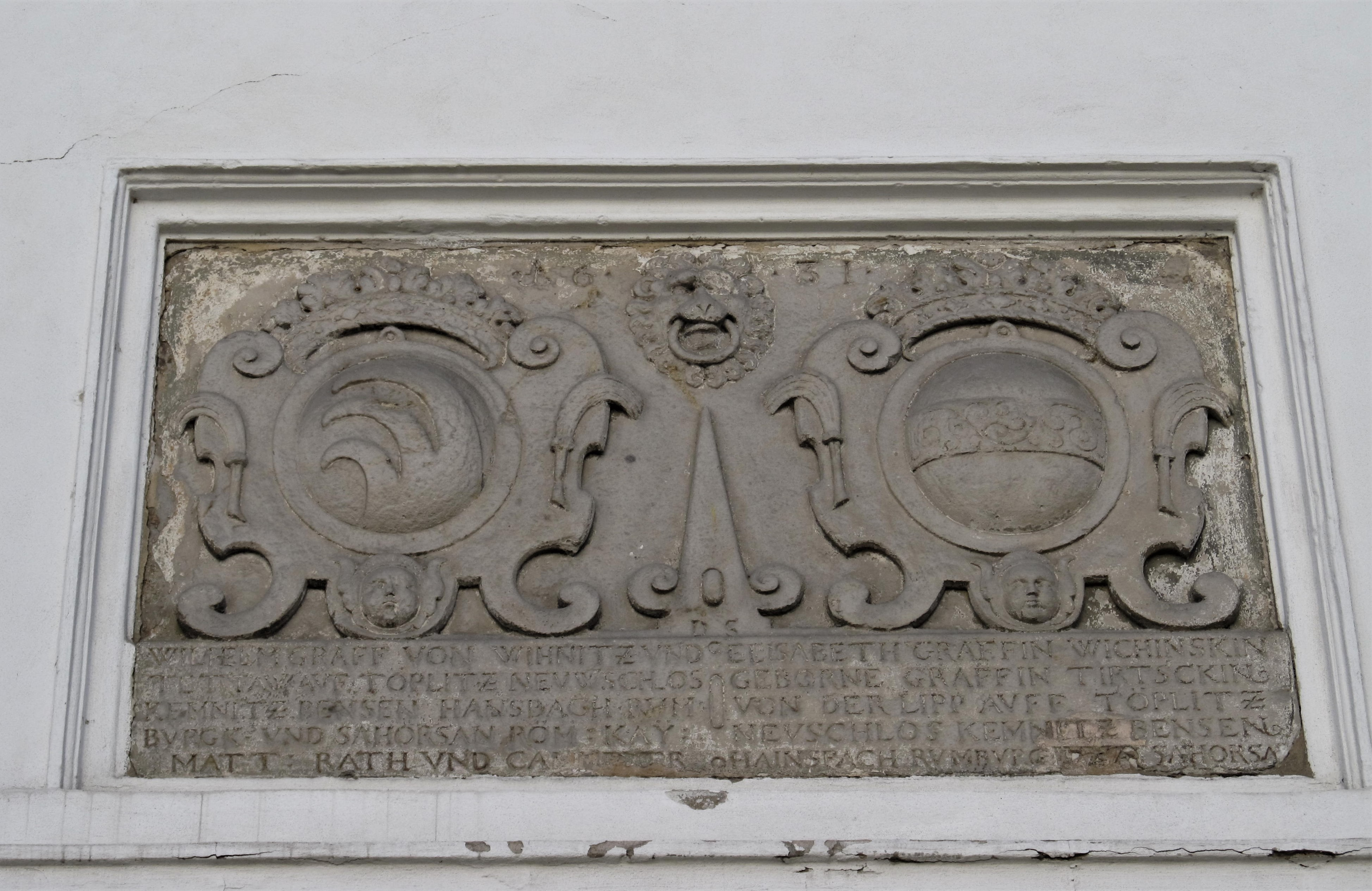
Erb Viléma Kinského a jeho manželky Alžběty Magdaleny, rozené Trčkové na zámku Česká Kamenice

Ke změně postavení Viléma Kinského došlo po roce 1627, kdy se jeho švagr Adam Erdman Trčka z Lípy oženil s hraběnkou Maxmiliánou z Harrachu, dcerou významného státníka Karla z Harrachu. Její sestra Isabela byla manželkou Albrechta z Valdštejna a Kinský se tak dostal do blízkého okruhu Valdštejnových příbuzných. Valdštejnův vliv ve prospěch Kinského se projevil o rok později. Kinský se ani po vydání Obnoveného zřízení zemského nehodlal vzdát protestantské víry a císařskou rezolucí z 12. června 1628 dostal lhůtu do konce měsíce přestoupit na katolickou víru pod hrozbou zabavení majetku v Čechách. Díky Valdštejnově zásahu však byl 29. června 1628 vydán další císařský dekret, jímž bylo Kinskému přiznáno dědičné vlastnictví statků v Čechách, na oplátku se vzdal nároků na finanční pohledávky u dvorské komory ve výši 360 000 kop grošů míšeňských. Téhož roku získal Kinský říšský hraběcí titul a od té doby se také poprvé uvádí pod jménem Kinský.
Po odvolání Valdštejna z postu vrchního velitele císařské armády vycítil Kinský možnost získat jej pro zájmy protestantského exilu. Jednal se Saskem, švédským kancléřem Oxenstiernou, a podporu pro případné Valdštejnovo převzetí moci v Čechách se mu podařilo vyjednat i u francouzského krále Ludvíka XIII. I když po švédském vpádu do severní Evropy Valdštejn znovu převzal vrchní velení císařské armády (1632), Kinský ve svých diplomatických aktivitách neustával a stal se významným představitelem politické koncepce spojené s Valdštejnovými vojenskými plány. Svým neprůhledným jednáním i vojenskou pasivitou se Valdštejn dostal do podezření ze zrady a 24. ledna 1634 vydal císař Ferdinand II. rozhodnutí o jeho opětovném odvolání z postu vrchního velitele. K patentu byl připojen tajný dodatek s rozkazem Valdštejna a jeho spojence zadržet, případně zlikvidovat. Valdštejn od Vánoc 1633 pobýval se svou armádou v Plzni, kde se k němu začátkem ledna 1634 připojil Kinský. Po odvolání z funkce vrchního velitele se Albrecht z Valdštejna v doprovodu Kinského a Adama Erdmana Trčky z Lípy přesunul 22. února 1634 do Chebu, kde byli o tři dny později zavražděni.

### Úmrtí

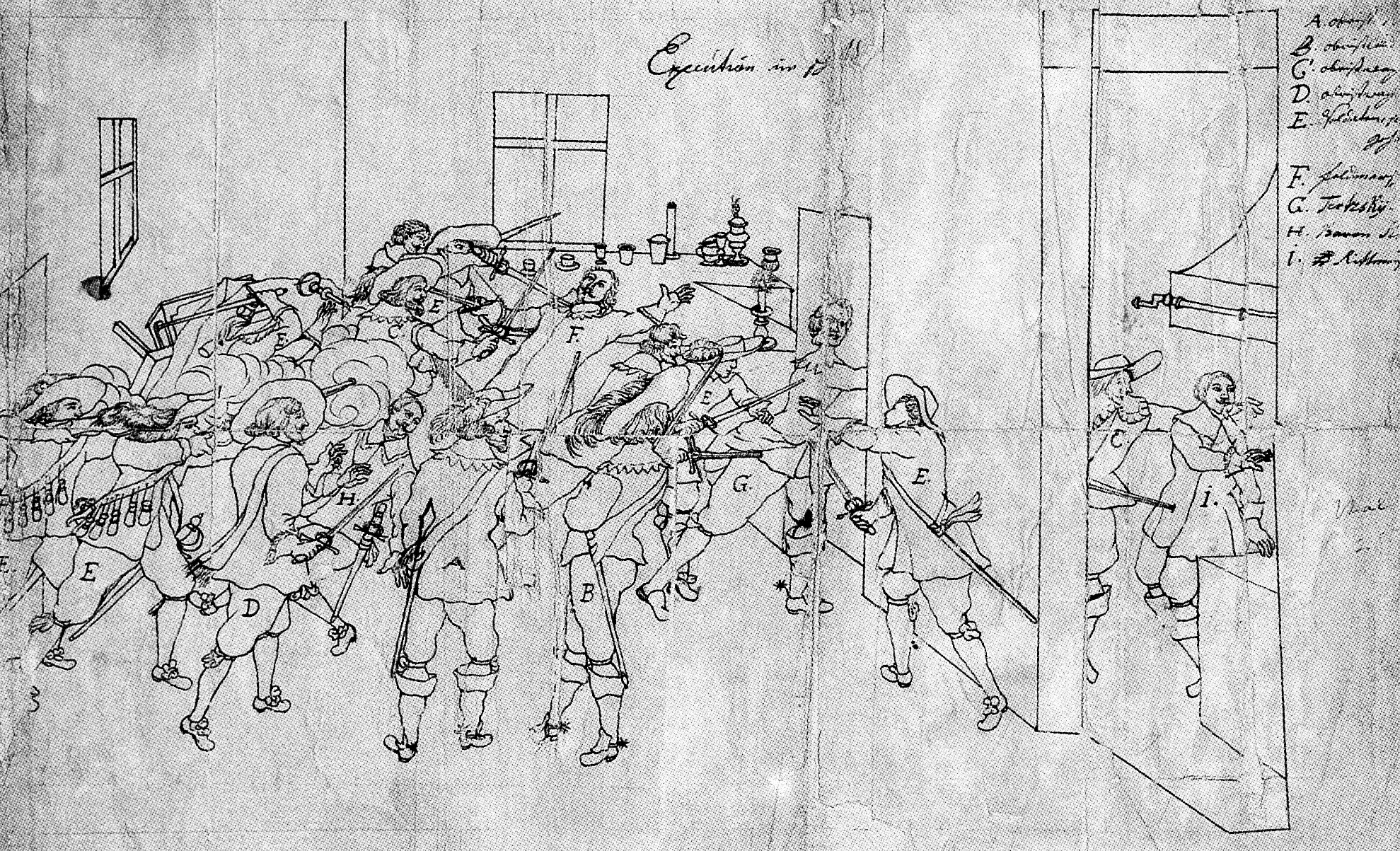
Vražda Viléma Kinského na hradě v Chebu 25. února 1634

Samotné vraždě Albrechta z Valdštejna předcházela předem domluvená likvidace jeho spojenců. Vilém Kinský, Adam Erdman Trčka z Lípy a Kristián z Ilova byli pod záminkou večeře vylákáni na chebský hrad, kde je hostil velitel posádky plukovník Gordon. Zhruba po hodině hodování vyrazili z úkrytu císařští vojáci a zaútočili na trojici Valdštejnových věrných, kteří předtím odložili zbraně. Trčka a Ilov se chvíli bránili, zatímco Vilém Kinský byl zavražděn dřív, než se stačil zvednout od stolu. Po několikaminutovém krveprolití se císařští důstojníci přesunuli do Pachelbelova domu, kde byl pak zabit osamělý a bezbranný Valdštejn.
Na rozkaz nového vrchního velitele armády Matyáše Gallase měla být těla zrádců dopravena do Prahy a hanobně vystavena na veřejném místě, tento rozkaz však císař obávající se nevole, kterou Valdštejnův skon může vyvolat, zrušil. Zpráva dorazila k eskortě těl z Chebu do Prahy v západočeském městě Stříbro asi třicet kilometrů od Chebu, bylo tedy rozhodnuto o jejich pohřbení zde, ve zdejším minoritském klášteře. (Mrtvola Valdštejna byla roku 1636 převezena do Valdické klášterní kartouzy nedaleko Jičína a po roce 1785 spočinula v hrobce kapucínského kláštera v Mnichově Hradišti). Majetek zavražděných byl zkonfiskován.

## Majetkové poměry

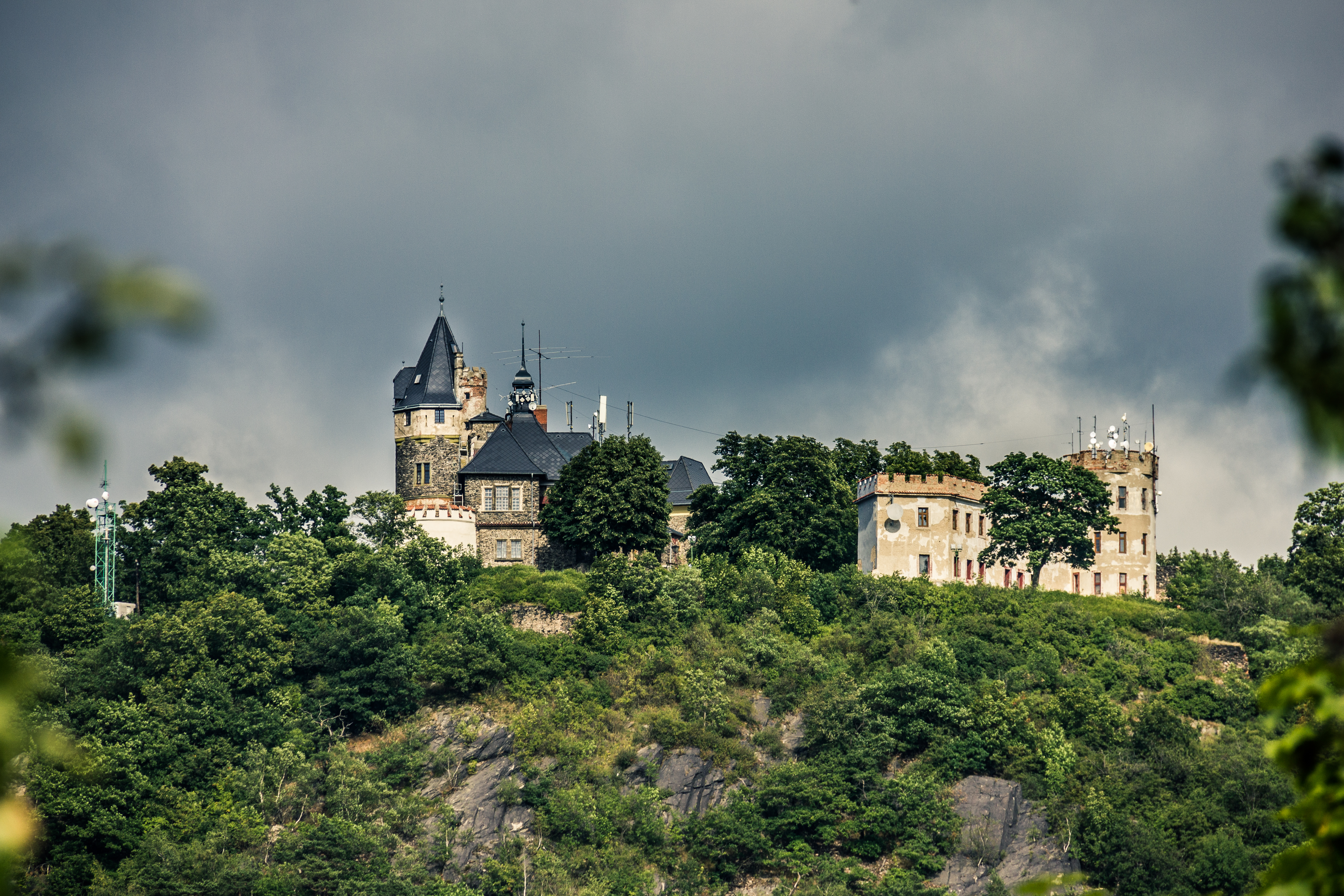
Hrad Doubravská hora

Jan starší Vchynský nezanechal svým synům příliš velký majetek, jejich situace se ale změnila po smrti ambiciózního strýce Radslava staršího, který Vilémovi a jeho bratrům odkázal rozsáhlé statky v severních Čechách. Z Radslavova dědictví převzal Vilém panství Teplice s Doubravskou horou a díl panství Benešov nad Ploučnicí. Vzápětí převzal i podíl svého bratra Radslava mladšího (Česká Kamenice, Hanšpach) s podmínkou, že mu bude vyplácet roční rentu 4 000 kop grošů míšeňských. Ve funkci královského nejvyššího lovčího byl Vilém Kinský v letech 1611–1619 zástavním držitelem královského panství Mělník. Během stavovského povstání koupil Vilém Kinský statky zkonfiskované oseckému klášteru, po bitvě na Bílé hoře ale od této smlouvy ustoupil. Vzhledem ke svým vlažným aktivitám během stavovského povstání dokázal Vilém obhájit nárok na své statky během pobělohorských konfiskací, svou roli v tom sehrál i fakt, že císař byl jeho dlouhodobým věřitelem (v úvěrovém podnikání byl Vilém podobně zdatný jako jeho zemřelý strýc Radslav starší). Dostal sice pětiletou lhůtu k přestoupení na katolickou víru a k návštěvě svých sídel musel žádat o císařské svolení, nakonec se mu ale podařilo získat i majetek zkonfiskovaný jeho sourozencům, takže pak disponoval rozsáhlými statky s ročním výnosem 100 000 zlatých. Trvale pobýval v Sasku a na své české statky zajížděl jen příležitostně, osobně se ale věnoval budování opevnění a paláce na hradě Doubravská hora. Jeho situace se změnila v roce 1628, kdy jako švagr Albrechta z Valdštejna získal mocného přímluvce, dosáhl hraběcího titulu a ačkoli zůstal protestantem, mohl nadále svým majetkem disponovat volně.
Po smrti Viléma Kinského všechen jeho majetek propadl konfiskaci, spolu se statky Albrechta z Valdštejna a Trčků z Lípy šlo o druhou vlnu pobělohorských konfiskací, která výrazně změnila skladbu majitelů v severních a východních Čechách. Ke dni úmrtí Viléma Kinského byla jeho majetkem panství Teplice s hradem Doubravská Hora, Česká Kamenice, Rumburk, Hanšpach, Zahořany a díl panství Benešov nad Ploučnicí. V Praze mu patřil palác v Husově ulici (nynější Clam-Gallasův palác) a dům na Malé Straně, dále pak již jen několik drobných pozemků, například vinice v Litoměřicích. Celý majetek Viléma Kinského byl odhadnut na 602 000 zlatých a v konfiskačním procesu se rozpadl na několik podílů. K zajištění Kinského majetku byli již v březnu do severních Čech vysláni císařští komisaři (Jiří Vilém Michna z Vacínova, Ignác Jiří Žďárský ze Žďáru, Adam Bedřich z Nového Dubu), kteří však vinou napjatých poměrů některá z Kinského statků ani nenavštívili. Z celého dominia zůstala v rodině Kinských pouze Česká Kamenice, kterou na úhradu svých pohledávek získal Vilémův synovec Jan Oktavián Kinský. Panství Teplice odhadnuté na 95 000 zlatých získal polní maršál Jan z Aldringenu, který majetek nestihl osobně převzít, protože o necelý půlrok později padl v bitvě u Landshutu. Teplice pak zůstaly jeho potomkům, respektive rodu Clary-Aldringenů, až do 20. století. Panství Hanšpach (Lipová) na Šluknovsku dostal darem polní maršál Volf z Mansfeldu, zatímco sousední panství Rumburk získal na úhradu svých pohledávek u dvora císařský plukovník Jan Kryštof Löbl. Panství Zahořany koupil za výhodných podmínek plukovník Václav Zahrádecký ze Zahrádek, ale vzápětí je přenechal maršálu Jindřichu Šlikovi. Pražský palác v Husově ulici byl darován Matyáši Gallasovi, který jinak z konfiskací převzal především statky Albrechta z Valdštejna.
Vilémova manželka Alžběta Magdalena se marně snažila zachránit alespoň část majetku pro své syny, nakonec ale pro napomáhání nepřátelům císaře ztratila i své vlastní statky a zůstala v exilu v Sasku. Se syny později našla azyl u Vilémova bratra Radslava v Nizozemí, kde se podruhé provdala za Zdeňka Hodického z Hodic a zemřela v roce 1638. Synové Adolf Arnošt, Oldřich a Filip Mořic se připomínají pouze v roce 1648, kdy v rámci ukončení třicetileté války dosáhli navrácení dobré rodové pověsti, tím ale informace o nich končí. Přímé potomstvo Viléma Kinského vymřelo vnukem Vilémem Leopoldem († 1709), který sňatkem s Františkou Rozálii Berkovou z Dubé znovu získal statky v Čechách. Rod Kinských pokračoval prostřednictvím potomstva Vilémova staršího bratra Václava.